# Tycherus helleni
Tycherus helleni là một loài tò vò trong họ Ichneumonidae.